# MilkyWay
MilkyWay (ミルキィウェイ, Mirukii Wei) foi um grupo de Jpop do Hello! Project, criado temporariamente em 2008 para o anime Kilari (Kirarin Revolution). 
O grupo era composto pelas duas ídolos japonesas: Koharu Kusumi (que participou de Tsukishima Kirari starring Kusumi Koharu, desde seus 15 anos de idade) das Morning Musume, junto com Sayaka Kitahara e Yū Kikkawa das Hello! Pro Egg (que participaram do grupo desde seus 14 a 15 anos de idade). Elas também interpretaram as personagens, Kilari Tsukishima, Noël Yukino e Cobeni Hanasaki, o trio de cantoras fictícias que aparecem no anime, que sucederam o grupo Kira☆Pika.

## História

### 2008
Em março, a formação do grupo MilkyWay foi anunciada para gravar as músicas de abertura e encerramento do anime Kirarin Revolution, já que o Hello! Project tinha um vínculo com a integrante Koharu Kusumi das Morning Musume, que também interpretou a protagonista da série do anime, Kilari Tsukishima. As integrantes do grupo foram escolhidas a partir da série, já que dublavam as duas personagens, recentemente para formar um grupo chamado MilkyWay.
A diferença entre o grupo Kira☆Pika que também foi formado para promover o anime e interpretar as canções de abertura e encerramento da série, MilkyWay demonstrou não ser uma unidade oneshot para o lançamento de um segundo single no mesmo ano em que se lançou o primeiro.
O single de estreia do grupo foi "Anataboshi", lançado em 30 de abril de 2008, que alcançou a posição #3 nas paradas semanais do Oricon, já o segundo single "Tan Tan Taan!" foi lançado em 29 de outubro de 2008 e alcançou a posição #8.

### 2009
Em março de 2009, o anime Kirarin Revolution foi finalizado. Em maio, MilkyWay  e SHIPS realizou um concerto no final de Kirarin Revolution, cantando todos seus sucessos. A dupla Kira☆Pika também se apresentou no concerto. A partir daí, todos os grupos de Kirarin Revolution terminaram.

## Integrantes
- Koharu Kusumi (久住小春, Kusumi Koharu), nascida em 15 de julho de 1992 (32 anos): Kilari Tsukishima
- Yū Kikkawa (吉川友, Kikkawa Yū), nascida em 1 de maio de 1992 (32 anos): Cobeni Hanasaki
- Sayaka Kitahara (北原沙弥香, Kitahara Sayaka), nascida em 29 de novembro de 1993 (31 anos): Noël Yukino

## Discografia

### Singles
| Nº. | Título                             | Data de lançamento  | Melhor posição Oricon | Vendas da 1ª semana | Total de vendas |
| --- | ---------------------------------- | ------------------- | --------------------- | ------------------- | --------------- |
| 1   | "Anataboshi" (アナタボシ)          | 30 de abril de 2008 | #3                    | 27,285              | 60,000          |
| 2   | "Tan Tan Taan!" (タンタンターン！) | 29 de abril de 2008 | #8                    | 16,667              | 32,000          |